# José Manuel Balmaceda Fernández
José Manuel Balmaceda Fernández (né dans la Hacienda Bucalemu, à Santo Domingo (Chili) le 19 juillet 1840 et mort à Santiago du Chili le 19 septembre 1891), est un homme d'État, président du Chili entre 1886 et 1891. Il se suicida par arme à feu à l'issue de la guerre civile chilienne de 1891 que ses partisans perdirent face à la Junte parlementaire d'Iquique.

## Biographie
Fils du sénateur Manuel José de Balmaceda et d'Encarnación Fernández, José Manuel Balmaceda Fernández fait ses études au Collège Sagrados Corazones de los padres franceses à Santiago du Chili et au Seminario Conciliar, lieu où il développe une vocation sacerdotale précoce, qu'il va toutefois abandonner peu de temps après, sans devenir anti-religieux pour autant. 
En 1865, il est désigné secrétaire de Manuel Montt Torres au Congrès  Américain de Lima. L'ex-président marque fortement Balmaceda spécialement par sa force morale, sa capacité organisatrice et l'énergie créatrice. Il est le cofondateur du journal La Libertad et orateur du Club de la réforme. Entre 1870 et 1882, il est élu en quatre occasions consécutives député pour Carelmapu.
En 1878, le président Aníbal Pinto Garmendia le nomme ministre plénipotentiaire auprès du gouvernement argentin, réussissant que les autorités transandines se mettent à respecter la neutralité durant la Guerre du Pacifique. Cette gestion lui permet d'avoir le soutien de Domingo Santa María, qui le désigne Chancelier lors de son premier cabinet en 1881. Il devient ensuite ministre de l'Intérieur.
Santa María le choisit comme successeur. Il est désigné dans une convention libéral-nationale comme candidat à la présidence de la république. Son possible rival José Francisco Vergara retire sa candidature et Balmaceda est élu président de la république par 324 électeurs sur 330.

## Programme politique
Les principaux thèmes de Balmaceda à sa prise du pouvoir sont :
- Développement économique du pays par le biais de travaux publics, incluant les chemins de fer, écoles, chemins, hôpitaux, prisons...
- Terminer avec le monopole du salpêtre, en devenant une richesse stable (selon son plan en dotant le pays d'équipements et en éduquant la population)
- Harmonie entre l'Église et le gouvernement en terminant avec les luttes théologiques.
- Enfin unir le libéralisme en une seule grande famille (jusque-là divisé en dissidents luminaires et radicaux)

## Premier ministère
Le 18 septembre 1886 ses ministres sont:
- Intérieur : Eusebio Lillo (libéral)
- Propriété : Agustin Edwards Ross (national)
- Relations : Joaquin Godoy (libéral)
- Justice, Culte et Instruction Publique : Pedro Montt Montt (national)
- Guerre et marine : Evaristo Sanchez (libéral)

## Présidence
Des entreprises européennes et notamment britanniques s'étant appropriées une grande partie de l'économie du pays (salpêtre, banque, chemin de fer, commerce), il décide de réagir en orientant sa politique dans deux directions : la nationalisation des mines de salpêtres et l'intervention de l’État en matière économique. Devant déjà faire face à l'aristocratie conservatrice, il s'aliène les banquiers. Il est destitué par un vote du Parlement et par la pression d'une partie de l'armée. Il se suicide par arme à feu à l'issue de la guerre civile que ses partisans perdirent.

## Famille
Son neveu Ernesto Balmaceda Bello (Santiago, 27 février 1887 – Bruxelles, 24 février 1906), jeune diplomate chilien à Bruxelles, est assassiné en 1906 par le fils du chargé d'affaires chilien. Cette affaire retentissante a conduit à définir les privilèges et immunités diplomatiques des familles du personnel diplomatique .